# Louis Gallix
Pour les articles homonymes, voir Gallix (homonymie).
Louis Gallix, né le 15 octobre 1838 à Tournon-sur-Rhône (Ardèche) et mort le 25 mars 1927 à Tournon, est un homme politique français.

## Biographie
Avoué à Tournon, il est conseiller municipal en 1874 et commande la compagnie de sapeurs-pompiers de Tournon de 1877 à 1904. Conseiller d'arrondissement en 1883 et président du conseil d'arrondissement en 1890, il est conseiller général du canton de Tournon-sur-Rhône en 1892. Il est député de l'Ardèche de 1892 à 1893, inscrit au groupe de la Gauche républicaine.

## Sources
- « Louis Gallix », dans le Dictionnaire des parlementaires français (1889-1940), sous la direction de Jean Jolly, PUF, 1960 [détail de l’édition]